# Län
 For alternative betydninger, se Len.
Den statslige forvaltning i Sverige er inddelt i län (på dansk provinser eller len) og kommuner.
I länet varetages de politiske opgaver dels af landstinget og regionerne, hvis beslutningstagere vælges direkte af länets indbyggere, dels af länsstyrelsen, som er statens repræsentant i länet.  Hvert län har en residensby. Sverige har i modsætning til Danmark ikke implementeret nogen større regionreform. Sveriges län er med nogle få undtagelser identisk med det, der blev lavet under dronning Kristina.

## Landsting
Landstingets politiske beslutninger træffes af en folkevalgt forsamling kaldet landstingsfullmäktige (landstingsfuldmægtige).  Medlemmerne af landstingsfullmäktige vælger en landstingsstyrelse, der leder og koordinerer arbejdet i landstinget.  De vigtigste ansvarsområder er sundheds- og sygehusvæsenet.  Andre vigtige ansvarsområder er folketandpleje, uddannelse, kultur (især musik, teater og museer i länet) og støtte til erhvervslivet.  Ansvaret for den offentlige transport er delt mellem kommunerne og landstinget.  Landstingets arbejde finansieres af statsbidrag, landstingsskatter og -afgifter, og er beskrevet i blandt andet den svenske kommunallov.
I tre af Sveriges län adskiller den politiske ledelse sig fra de øvrige.  Gotlands län har ikke et landsting, hvis opgaver i stedet varetages af Gotlands kommune.  I landstingene i Skåne hhv. Västra Götalands län, er der forsøg i gang med øget regionalt selvstyre, hvilket blandt andet indebærer at landstinget i disse län, har fået større ansvar for den regionale udvikling.
Efter valget i 2006, var der ifølge val.se 1.656 pladser i de 20 landsting, samt 130 pladser i Gotlands kommunalbestyrelse, der varetager opgaverne i Gotlands län.

## Länsstyrelse
Länsstyrelsen er statens regionale repræsentant i et län, og fungerer som bindeled mellem länet og staten.  Länsstyrelsens leder, landshøvdingen, udnævnes af regeringen.  Länsstyrelsen har blandt andet ansvaret for visse sociale spørgsmål og for regional samfundsplanlægning.
Länsarbetsnämnd (länsarbejdsnævn) og skogsvårdsstyrelse (skovbrugsstyrelse) er eksempler på andre statslige organer i et län.  De hører under, og arbejder med samme opgaver, som staten, men på regionalt plan.

## Historie
I 1200-tallet etablerede Birger Jarl og Magnus Ladulås såkaldte slotslän, på det tidspunkt hvor man ændrede ledingen til en fast skat.  Desuden var der underholdslän for medlemmerne af kongefamilien, pantlän når kronen lånte penge af privatpersoner, samt tjenestelän fra hvilket man fik udbytte mod militære tjenesteydelser.
Ved regeringsreformen i 1634, blev der gennemført en länsomorganisering.  Den oprindelige länsindeling genfinder man i de såkaldte landskap (landskaber).
Sveriges nuværende läninddeling, har i princippet været gældende siden 1810.  I de seneste årtier, er der dog gennemført tre større ændringer.  I 1968 blev Stockholms stad (överståthållardömet) og Stockholms län lagt sammen til et nyt län kaldet Stockholms län.  Den 1. januar 1997 blev Kristianstads og Malmöhus län lagt sammen som Skåne län.  Den 1. januar 1998 blev Göteborgs och Bohus län, Älvsborgs län og Skaraborgs län, med undtagelse af Habo og Mullsjö kommuner, lagt sammen som Västra Götalands län.  Habo og Mullsjö kommuner kom ind under Jönköpings län, efter lokale folkeafstemninger om hvorvidt man ville tilhøre Västra Götalands län eller Jönköpings län efter sammenlægningen.

## Län i Sverige
| Län                  | Länsbogstav | Areal (km²) | Befolkning (31-12-06) | Residensby | Fra      |
| -------------------- | ----------- | ----------- | --------------------- | ---------- | -------- |
| Blekinge län         | K           | 2.941       | 151.436               | Karlskrona | 1683     |
| Dalarnas län         | W           | 28.194      | 275.711               | Falun      | 1634     |
| Gotlands län         | I           | 3.140       | 57.297                | Visby      | 1678 (?) |
| Gävleborgs län       | X           | 18.191      | 275.653               | Gävle      | 1762     |
| Hallands län         | N           | 5.454       | 288.859               | Halmstad   | 1719     |
| Jämtlands län        | Z           | 49.443      | 127.020               | Östersund  | 1810     |
| Jönköpings län       | F           | 10.475      | 331.539               | Jönköping  | 1687     |
| Kalmar län           | H           | 11.171      | 233.776               | Kalmar     | 1634     |
| Kronobergs län       | G           | 8.458       | 179.635               | Växjö      | 1674     |
| Norrbottens län      | BD          | 98.911      | 251.886               | Luleå      | 1810     |
| Skåne län            | M           | 11.027      | 1.184.500             | Malmö      | 1997     |
| Stockholms län       | AB          | 6.490       | 1.918.104             | Stockholm  | 1968     |
| Södermanlands län    | D           | 6.060       | 263.099               | Nyköping   | 1683     |
| Uppsala län          | C           | 6.989       | 319.925               | Uppsala    | 1634     |
| Värmlands län        | S           | 17.583      | 273.489               | Karlstad   | 1779     |
| Västerbottens län    | AC          | 55.432      | 257.581               | Umeå       | 1638     |
| Västernorrlands län  | Y           | 21.678      | 243.978               | Härnösand  | 1762     |
| Västmanlands län     | U           | 6.302       | 248.489               | Västerås   | 1634     |
| Västra Götalands län | O           | 23.942      | 1.538 284             | Göteborg   | 1998     |
| Örebro län           | T           | 8.517       | 275.030               | Örebro     | 1634     |
| Östergötlands län    | E           | 10.562      | 417.966               | Linköping  | 1634     |

## Storlän
Et storlän er en ofte anvendt uformel betegnelse for et svensk län, der er opstået som en sammenlægning af flere tidligere, mindre län.
- Skåne län Er inddelt i 33 kommuner, næststørste antal for et län i Sverige
- Stockholms län Er inddelt i 26 kommuner, tredjestørste antal for et län i Sverige
- Västra Götalands län Er inddelt i 49 kommuner, største antal for et län i Sverige

## Nedlagte län
- Norrlands län, 1645 (før 1638 hele Norrland, indtil Västerbottens län løsgjordes)
- Hudiksvalls län, 1654 (nu opdelt i Gävleborgs län og en del af Jämtlands län)
- Härnösands län, 1654 (nu opdelt i Västernorrlands län og en del af Jämtlands län)
- Nyköpings län, 1683 (indgår nu i Södermanlands län)
- Gripsholms län, 1683 (indgår nu i Södermanlands län)
- Eskilstunahus län, 1683 (indgår nu i Södermanlands län)
- Upplands län
- Finspångs län
- Stegeborgs län
- Hofs län
- Linköpings län (tidligere navn for Östergötlands län, særskilt før 1719)
- Vadstena län, 1719 (indgår nu i Östergötlands län)
- Närkes och Värmlands län, 1779 (nu opdelt i Örebro län og Värmlands län)
- Svartsjö län, 1809 (indgår nu i Stockholms län)
- Ölands län, 1826 (indgår nu i Kalmar län)
- Stockholms överståthållarskap, 1967 (indgår nu i Stockholms län)
- Kopparbergs län, 1997 (har skiftet navn til Dalarnas län)
- Kristianstads län, 1997 (indgår nu i Skåne län)
- Malmöhus län, 1997 (indgår nu i Skåne län)
- Göteborgs och Bohus län, 1998 (indgår nu i Västra Götalands län)
- Skaraborgs län, 1998 (størstedelen indgår nu i Västra Götalands län)
- Älvsborgs län, 1998 (indgår nu i Västra Götalands län)